# Arild Holm
Arild Ragnar Holm (* 11. Februar 1942 in Stjørdal; † 27. Februar 2024) war ein norwegischer Skirennläufer. 

## Sportliche Laufbahn
Große Bekanntheit erlangte er vor allem durch seine außergewöhnlichen Erfolge bei den norwegischen Meisterschaften in der ersten Hälfte der 1960er Jahre. Es gelang ihm, in allen vier damals ausgetragenen Disziplinen insgesamt 15 Titel zu gewinnen. Damit steht er gemeinsam mit Aksel Lund Svindal hinter Kjetil André Aamodt (22 Siege) auf dem zweiten Platz der ewigen Herren-Bestenliste dieser Wettkämpfe.
Bei den Weltmeisterschaften 1962 in Chamonix belegte er Platz 15 im Slalom, Rang 28 in der Abfahrt, Rang 29 im Riesenslalom und damit Platz 7 in der aus allen drei Wettbewerben errechneten Kombination. 1964 nahm Holm an den Olympischen Winterspielen in Innsbruck teil, die gleichzeitig als alpine Skiweltmeisterschaften gewertet wurden. Im Riesenslalom belegte er Platz 21, im Slalom den 35. Rang und in der Abfahrt kam er als 38. ins Ziel.

## Auszeichnungen
- Hans Majestet Kongens Pokal (Königspokal): 1962, 1964[4]